# Valeriana samolifolia
Valeriana samolifolia är en kaprifolväxtart som beskrevs av Bert. och Luigi Aloysius Colla. Valeriana samolifolia ingår i släktet vänderötter, och familjen kaprifolväxter. Inga underarter finns listade i Catalogue of Life.